# Miss Mondo 2018

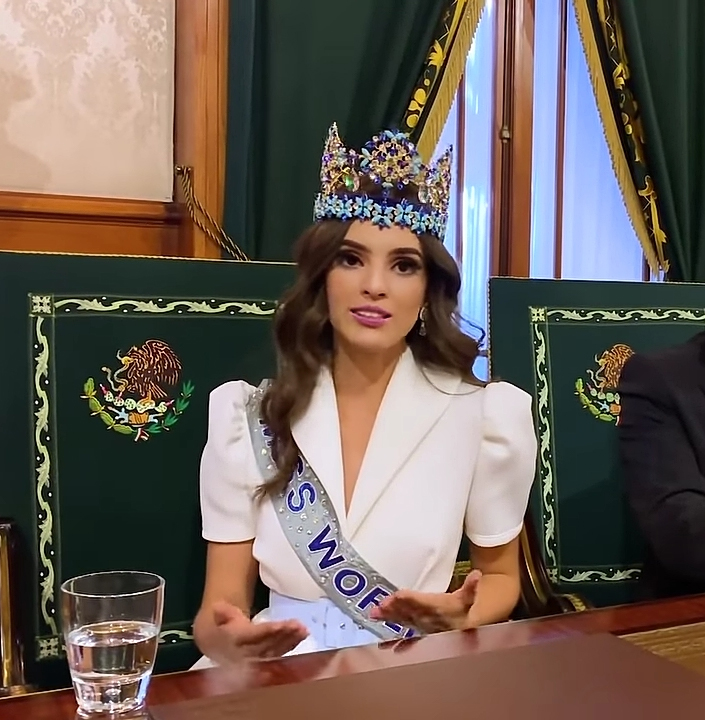

Miss Mondo 2018 è stata la 68ª edizione del concorso Miss Mondo; si è svolta l'8 dicembre 2018 presso la Sanya City Arena di Sanya, in Cina.
Il concorso è stato vinto dalla messicana Vanessa Ponce, incoronata dalla Miss in carica, l'indiana Manushi Chhillar.
Questa edizione del concorso è stata presentata, fra gli altri, da Megan Young e Stephanie Del Valle (rispettivamente, Miss Mondo 2013 e 2016) e dalla veterana Angela Chow. Durante lo spettacolo, si sono esibiti Donel Mangena (concorrente della 7ª edizione di The Voice UK), il cantante kazako Dimaş Qūdaibergen and il gruppo femminile americano delle Sister Sledge.

## Risultati

### Classifica
| Posizione       | Concorrente |
| --------------- | --- |
| Miss Mondo 2018 | - Messico – Vanessa Ponce |
| 2ª classificata | - Thailandia – Nicolene Limsnukan |
| Top 5           | - Bielorussia – Maria Vasilevich - Giamaica – Kadijah Robinson - Uganda – Quiin Abenakyo |
| Top 12          | - Francia – Maëva Coucke - Martinica – Larissa Segarel - Mauritius – Murielle Ravina - Nepal – Shrinkhala Khatiwada - Nuova Zelanda – Jessica Tyson - Panama – Solaris Barba - Scozia – Linzi McLelland |
| Top 30          | - Bangladesh – Jannatul Ferdous - Barbados – Ashley Lashley - Belgio – Angeline Flor Pua - Cile – Anahi Hormazabal - Cina – Mao Peirui - Isole Cook – Reihana Koteka-Wiki - India – Anukreethy Vas - Indonesia – Alya Nurshabrina - Giappone – Kanako Date - Malaysia – Larissa Ping - Nigeria – Anita Ukah - Irlanda del Nord – Katharine Walker - Russia – Natalya Stroeva - Singapore – Vanessa Peh - Sudafrica – Thulisa Keyi - Stati Uniti – Marisa Butler - Venezuela – Veruska Ljubisavljević - Vietnam – Trần Tiểu Vy |

### Regine Continentali
| Continente | Concorrente                       |
| ---------- | --------------------------------- |
| Africa     | - Uganda – Quiin Abenakyo         |
| Americhe   | - Panama – Solaris Barba          |
| Asia       | - Thailandia – Nicolene Limsnukan |
| Caraibi    | - Giamaica – Kadijah Robinson     |
| Europa     | - Bielorussia – Maria Vasilevich  |
| Oceania    | - Nuova Zelanda – Jessica Tyson   |

## Concorrenti
A Miss Mondo 2018 hanno partecipato 118 concorrenti:
| Paese/territorio          | Concorrente              | Età | Città d'origine        |
| ------------------------- | ------------------------ | --- | ---------------------- |
| Albania                   | Nikita Preka             | 22  | Alessio                |
| Angola                    | Nelma Ferreira           | 20  | Luanda                 |
| Argentina                 | Victoria Soto            | 25  | Concepción del Uruguay |
| Armenia                   | Arena Zeynalyan          | 25  | Erevan                 |
| Aruba                     | Nurianne Arias           | 24  | Oranjestad             |
| Australia                 | Taylah Cannon            | 23  | Melbourne              |
| Austria                   | Izabela Ion              | 24  | Bregenz                |
| Bahamas                   | Brinique Gibson          | 22  | New Providence         |
| Bangladesh                | Jannatul Ferdous Oishee  | 18  | Pirojpur               |
| Barbados                  | Ashley Lashley           | 19  | Bridgetown             |
| Bielorussia               | Marija Vasilevič         | 21  | Minsk                  |
| Belgio                    | Angeline Flor Pua        | 23  | Anversa                |
| Belize                    | Jalyssa Arthurs          | 18  | Santa Elena            |
| Bolivia                   | Vanessa Vargas           | 22  | Cochabamba             |
| Bosnia ed Erzegovina      | Anđela Paleksić          | 20  | Sarajevo               |
| Botswana                  | Moitshepi Elias          | 24  | Gaborone               |
| Brasile                   | Jéssica Carvalho         | 22  | Parnaíba               |
| Isole Vergini Britanniche | Yadali Thomas Santos     | 22  | Tortola                |
| Bulgaria                  | Kalina Miteva            | 19  | Sofia                  |
| Camerun                   | Aimee Caroline Nseke     | 22  | Yaoundé                |
| Canada                    | Hanna Begovic            | 19  | Toronto                |
| Isole Cayman              | Kelsie Woodman Bodden    | 22  | Grand Cayman           |
| Cile                      | Anahi Hormazabal         | 19  | Santiago del Cile      |
| Cina                      | Mao Peirui               | 26  | Yinchuan               |
| Colombia                  | Laura Osorio             | 22  | Medellín               |
| Isole Cook                | Reihana Koteka-Wiki      | 26  | Rarotonga              |
| Croazia                   | Ivana Mudnić Dujmina     | 17  | Ragusa                 |
| Curaçao                   | Nazira Colastica         | 18  | Willemstad             |
| Cipro                     | Andriánna Fiakká         | 19  | Nicosia                |
| Rep. Ceca                 | Kateřina Kasanová        | 19  | Praga                  |
| Danimarca                 | Tara Jensen              | 18  | Hvidovre               |
| Rep. Dominicana           | Denise Romero            | 24  | Higüey                 |
| Ecuador                   | Nicol Ocles              | 21  | Pimampiro              |
| Egitto                    | Mony Helal               | 26  | Il Cairo               |
| El Salvador               | Metzi Solano             | 27  | Santa Ana              |
| Inghilterra               | Alisha Cowie             | 19  | Newcastle              |
| Guinea Equatoriale        | Silvia Adjomo Ndong      | 20  | Malabo                 |
| Etiopia                   | Soliyana Abayneh         | 22  | Addis Abeba            |
| Finlandia                 | Jenny Lappalainen        | 23  | Helsinki               |
| Francia                   | Maëva Coucke             | 24  | Ferques                |
| Georgia                   | Nia Tsivtsivadze         | 24  | Tbilisi                |
| Germania                  | Christine Keller         | 24  | Düsseldorf             |
| Ghana                     | Nana Ama Benson          | 23  | Accra                  |
| Gibilterra                | Star Farrugia            | 22  | Gibilterra             |
| Grecia                    | Maria Lepida             | 20  | Patrasso               |
| Guadalupa                 | Morgane Thérésine        | 22  | Le Gosier              |
| Guam                      | Gianna Sgambelluri       | 18  | Hagåtña                |
| Guatemala                 | Elizabeth Gramajo        | 22  | Città del Guatemala    |
| Guinea-Bissau             | Rubiato Nhamajo          | 23  | Bafatá                 |
| Guyana                    | Ambika Ramraj            | 19  | Georgetown             |
| Haiti                     | Stephie Morency          | 26  | Port-au-Prince         |
| Honduras                  | Dayana Sabillón          | 23  | Siguatepeque           |
| Hong Kong                 | Wing Wong                | 25  | Kowloon                |
| Ungheria                  | Andrea Szarvas           | 20  | Vésztő                 |
| Islanda                   | Erla Ólafsdóttir         | 24  | Reykjavík              |
| India                     | Anukreethy Vas           | 20  | Tiruchirappalli        |
| Indonesia                 | Alya Nurshabrina         | 22  | Bandung                |
| Irlanda                   | Aoife O'Sullivan         | 23  | Bandon                 |
| Italia                    | Nunzia Amato             | 21  | Napoli                 |
| Giamaica                  | Kadijah Robinson         | 23  | Saint Elizabeth        |
| Giappone                  | Kanako Date              | 21  | Tokyo                  |
| Kazakistan                | Ekaterina Dvoretskaya    | 20  | Atyrau                 |
| Kenya                     | Finali Galaiya           | 24  | Nairobi                |
| Laos                      | Kadoumphet Xaiyavong     | 21  | Oudomxay               |
| Lettonia                  | Daniela Gods-Romanovska  | 21  | Riga                   |
| Libano                    | Mira Al-Toufaily         | 26  | Beirut                 |
| Lesotho                   | Rethabile Thaathaa       | 21  | Maseru                 |
| Lussemburgo               | Cassandra Lopes Monteiro | 18  | Lussemburgo            |
| Madagascar                | Miantsa Randriambelonoro | 20  | Antananarivo           |
| Malaysia                  | Larissa Ping             | 19  | Lutong                 |
| Malta                     | Maria Ellul              | 24  | La Valletta            |
| Martinica                 | Larissa Segarel          | 20  | Fort-de-France         |
| Mauritius                 | Murielle Ravina          | 22  | Port Louis             |
| Messico                   | Vanessa Ponce            | 26  | Città del Messico      |
| Moldavia                  | Tamara Zareţcaia         | 21  | Chișinău               |
| Mongolia                  | Erdenebaatar Enkhriimaa  | 21  | Ulan Bator             |
| Montenegro                | Natalija Glušcević       | 18  | Podgorica              |
| Birmania                  | Han Thi                  | 21  | Yangon                 |
| Nepal                     | Shrinkhala Khatiwada     | 26  | Kathmandu              |
| Paesi Bassi               | Leonie Hesselink         | 26  | Amsterdam              |
| Nuova Zelanda             | Jessica Tyson            | 25  | Auckland               |
| Nicaragua                 | Yoselin Gómez Reyes      | 23  | Boaco                  |
| Nigeria                   | Anita Ukah               | 23  | Owerri                 |
| Irlanda del Nord          | Katharine Walker         | 23  | Belfast                |
| Norvegia                  | Madelen Michelsen        | 19  | Oslo                   |
| Panama                    | Solaris Barba            | 19  | Panama                 |
| Paraguay                  | Maquenna Gaiarín         | 22  | Asunción               |
| Perù                      | Clarisse Uribe           | 22  | Chincha Alta           |
| Filippine                 | Katarina Rodriguez       | 26  | Davao City             |
| Polonia                   | Agata Biernat            | 29  | Zduńska Wola           |
| Portogallo                | Carla Rodrigues          | 25  | Lisbona                |
| Porto Rico                | Dayanara Martínez        | 25  | Canóvanas              |
| Russia                    | Natalija Stroeva         | 19  | Jakutsk                |
| Ruanda                    | Liliane Iradukunda       | 19  | Western Province       |
| Scozia                    | Linzi McLelland          | 24  | East Kilbride          |
| Senegal                   | Aïssatou Filly           | 22  | Dakar                  |
| Serbia                    | Ivana Trišić             | 24  | Belgrado               |
| Sierra Leone              | Sarah Laura Tucker       | 24  | Bonthe                 |
| Singapore                 | Vanessa Peh              | 23  | Singapore              |
| Slovacchia                | Dominika Grecová         | 20  | Bratislava             |
| Slovenia                  | Lara Kalanj              | 18  | Lubiana                |
| Sudafrica                 | Thulisa Keyi             | 26  | East London            |
| Corea del Sud             | Bo Ah Cho                | 25  | Seul                   |
| Sudan del Sud             | Florence Thompson        | 19  | Giuba                  |
| Spagna                    | Amaia Izar               | 21  | Agoitz                 |
| Sri Lanka                 | Nadia Gyi                | 18  | Colombo                |
| Tanzania                  | Queen Elizabeth Makune   | 22  | Dar es Salaam          |
| Thailandia                | Nicolene Limsnukan       | 20  | Bangkok                |
| Trinidad e Tobago         | Ysabel Bisnath           | 26  | Port of Spain          |
| Turchia                   | Sevval Sahin             | 19  | Istanbul               |
| Uganda                    | Quiin Abenakyo           | 22  | Mayuge                 |
| Ucraina                   | Leonila Huz              | 19  | Cherson                |
| Stati Uniti               | Marisa Butler            | 24  | Standish, Maine        |
| Venezuela                 | Veruska Ljubisavljević   | 27  | Caracas                |
| Vietnam                   | Trần Tiểu Vy             | 18  | Quảng Nam              |
| Galles                    | Bethany Harris           | 20  | Newport                |
| Zambia                    | Musa Kalaluka            | 20  | Lusaka                 |
| Zimbabwe                  | Belinda Potts            | 21  | Harare                 |

Note
1. ↑  Nikita Preka è stata nominata "Miss Mondo Albania 2018" da Vera Grabocka, dopo che quest'ultima è stata riconfermata detentrice del franchising di Miss Mondo in Albania.[5]
2. ↑  Izabela Ion è stata insignita del titolo di Miss Austria 2018 dopo che la vincitrice originale Daniela Zivkov è stata esonerata da Jörg Rigger, il nuovo direttore nazionale del concorso Miss Austria, per aver violato i termini e le condizioni stipulati nel suo contratto. La Ion ha rappresentato lo stato federale del Vorarlberg a Miss Austria 2018 ed è stata incoronata prima classificata al concorso.
3. ↑  Jalyssa Arthurs è stata nominata "Miss Mondo Belize 2018" dopo una cerimonia a porte chiuse organizzata da Michael Arnold, il direttore nazionale di Miss Mondo in Belize.
4. ↑  Tara Jensen è stata incoronata Miss Danimarca 2018 da Lisa Lents, direttrice nazionale del concorso Miss Danimarca, dopo che la vincitrice originale Louise Sander Henriksen si è ritirata per motivi personali.
5. ↑  In precedenza, Metzi Solano è stata anche Miss Supranational El Salvador 2013 e Miss Intercontinental El Salvador 2017.
6. ↑  Jenny Lappalainen è stata nominata Miss Mondo Finlandia 2018 dal direttore nazionale del concorso Miss Suomi, dopo essersi classificata seconda al concorso Miss Suomi 2018.
7. ↑  Prima di essere scelta come rappresentante per Miss Mondo 2018, Rubiato Nhamajo è stata anche Miss Guinea-Bissau 2014.
8. ↑  Erla Ólafsdóttir è stata scelta per rappresentare l'Islanda da Björn Leifsson, direttore nazionale di Miss Mondo Islanda, dopo che nel paese non si è tenuto nessun concorso nazionale.
9. ↑  Daniela Gods-Romanovska è stata scelta come rappresentante da Julia  Djadenko-Muggler e Kristina Djadenko, le direttrici nazionali di Miss Mondo Lettonia.
10. ↑  Mira Al-Toufaily è stata scelta come rappresentante del Libano dopo essersi classificata seconda a Miss Libano 2018.
11. ↑  Cassandra Lopes Monteiro è stata scelta per partecipare a Miss Mondo 2018 in sostituzione di Kelly Nilles, Miss Lussemburgo 2018, da Hervé Lancelin, il presidente del concorso Miss Lussemburgo, a causa di conflitti di programmazione tra Miss Mondo 2018 e Miss Lussemburgo 2019. La Monteiro si è classificata terza a Miss Lussemburgo 2018.
12. ↑  Clarisse Uribe è stata incoronata Miss Mondo Perù 2018 da Tito Paz, direttore nazionale di Miss Mondo Perù, dopo che la vincitrice originale Estefany Mauricci è stata esonerata perché non aveva il titolo professionale accreditato, che è uno dei prerequisiti per partecipare al concorso nazionale. La Uribe ha rappresentato la provincia di Chincha ed è stata la prima finalista del concorso.
13. ↑  Natalya Stroeva è stata nominata Miss Mondo Russia 2018 da Larisa Tikhonova, direttrice nazionale del concorso Miss Russia, dopo che l'organizzazione di Miss Russia ha preso la decisione collettiva di inviare solo Yulia Polyachikhina - la vincitrice originale del concorso Miss Russia 2018 - a Miss Universo 2018, in modo da evitare conflitti di programmazione. La Stroeva ha rappresentato la Repubblica di Jacuzia a Miss Russia 2018 ed è stata la seconda classificata al concorso.[25]
14. ↑  Marisa Butler è stata scelta come rappresentante degli USA a Miss Mondo 2018 con una selezione svolta attraverso delle video-interviste, organizzata dal nuovo direttore Michael Blakey a causa dei tempi ridotti nell'organizzazione del concorso.